# Anthurium pedunculare
Anthurium pedunculare är en kallaväxtart som beskrevs av Luis Aloysius, Luigi Sodiro. Anthurium pedunculare ingår i släktet Anthurium och familjen kallaväxter. Inga underarter finns listade.